# 费代里科·切凯里尼
费達列高·切凯里尼（義大利語：Federico Ceccherini，1992年5月11日—），意大利足球运动员，司职后卫，现效力于意乙俱樂部克雷莫納。
切凯里尼2003年加入家乡球队利沃诺的青年队。2011年至2012年，利沃诺将他租借到意大利足球丁级联赛的皮斯托亚，切凯里尼作为主力后卫单赛季联赛出场34次。随后他回归利沃诺，2012年至2016年间在利沃诺一队效力，是利沃诺的主力后卫，曾随利沃诺征战意甲联赛。2016年夏天，他转会到意甲联赛升班马克罗托内足球俱乐部。作为主力后卫，他帮助克罗托内成功保级。2017年夏天，他与克罗托内续约至2020年。
2017至2018赛季意甲联赛第1轮克罗托内主场迎战AC米兰。比赛第3分钟，切凯里尼在本方禁区内放倒了对方前锋。主裁判判罚了点球并向切凯里尼出示黄牌。这个赛季意甲引入视频回放辅助裁判判罚，主裁判请求录像助理裁判帮助，并当场回看录像后决定维持点球判罚，改而向切凯里尼出示红牌。这场比赛克罗托内最终以0比3告负。